# Club Atlético Torino
O Club Atlético Torino é um clube peruano de futebol, com sede na cidade de Talara. Suas cores são grená e branco.

## Títulos

### Nacionais
- Copa Peru: 5 vezes (1970, 1975, 1977, 1982 e 1994).

## Histórico em competições oficiais
- Copa Libertadores da América: 1981.